# 蘇瓊 (崇禎進士)
蘇瓊（？—1639年），字赤友，號青城，南直隸池州府石埭縣（今安徽池州市石台县）坊市人，明末官員。

## 生平
崇禎六年（1633年）蘇瓊舉癸酉科應天府鄉試第一百三十四名，崇禎七年（1634年）联捷甲戌科二甲四十四名進士，工部观政，八年授景州知州，十年拾遺。崇禎十二年（1639年），补任四川瀘州知州。十二年冬天，張獻忠大軍陷城，蘇瓊正衣冠，向京師方向拜泣，坐於堂上，為敵兵所殺，明廷追贈太僕寺卿。清乾隆四十一年，賜諡忠愍。